# Неєгаске
Неєгаске (нід. Nijehaske) — село в нідерландській провінції Фрисландія. Входить до муніципалітету Фріске-Маррен.
Його площа становить 0,44 км², а населення станом на 2021 рік складало 55 осіб.
Перша згадка про населений пункт датується 1496 роком.

## Галерея

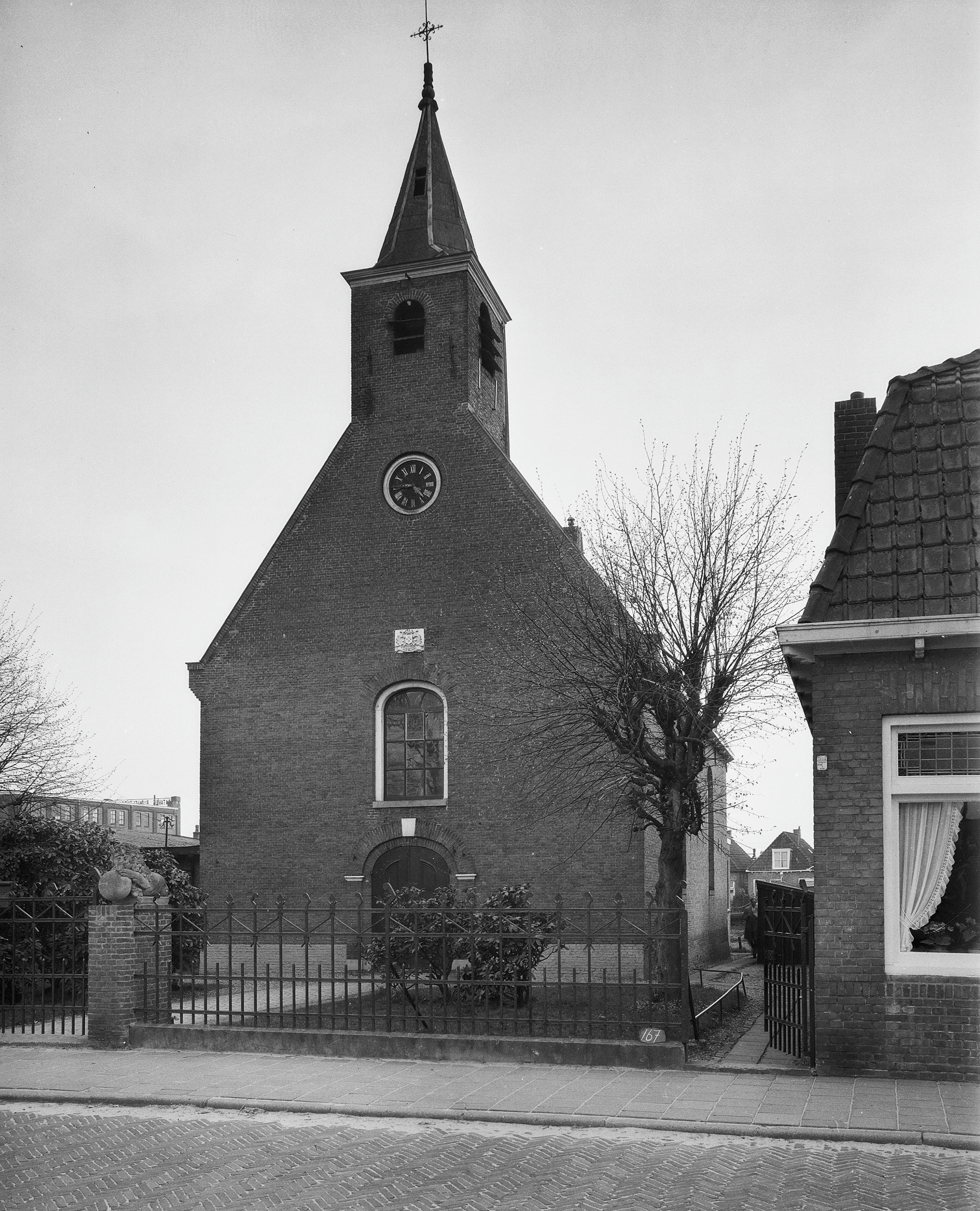
Сільська церква
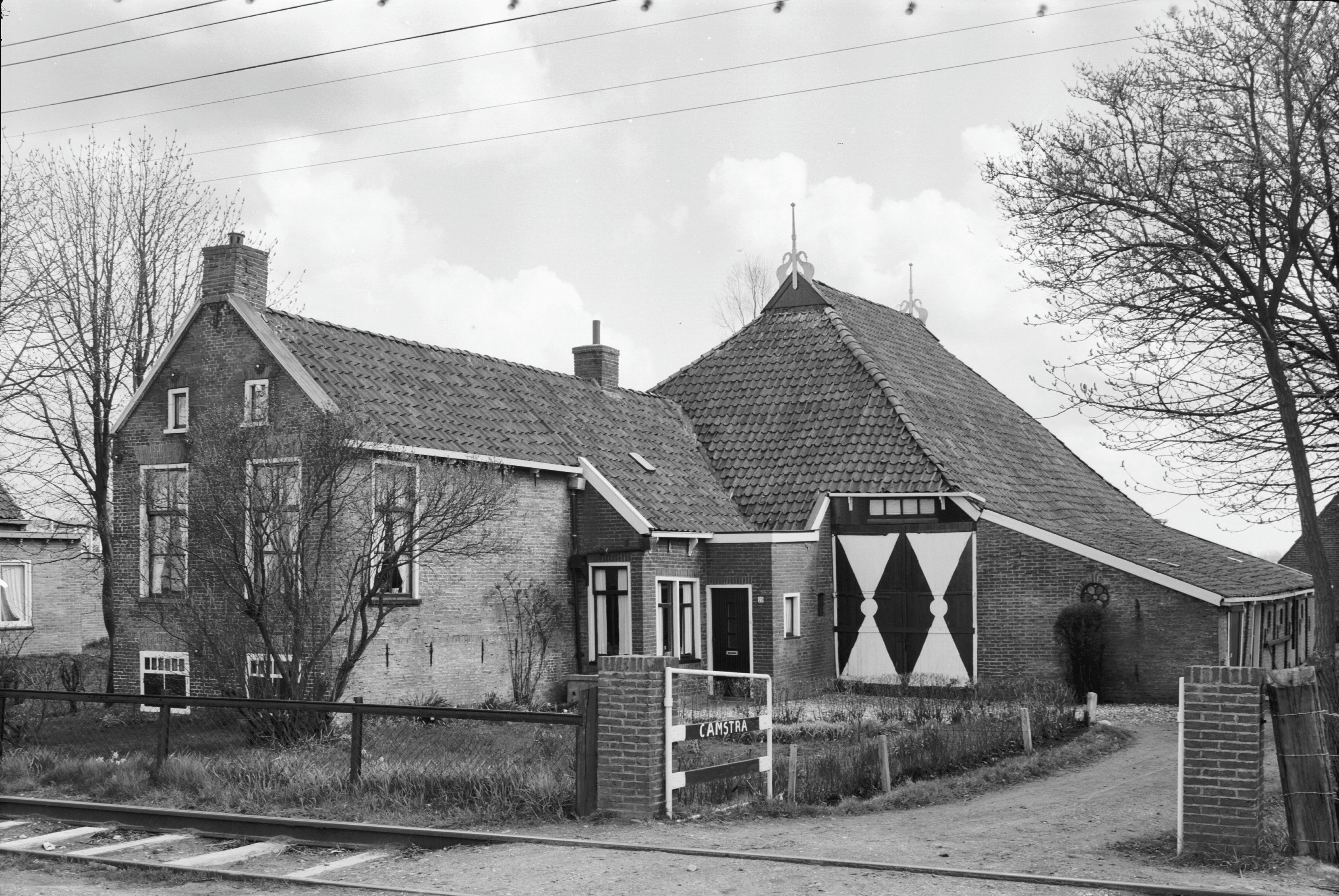
Ферма у Неєгаске